# Ritjard Viktorov
Ritjard Viktorov (russisk: Ри́чард Никола́евич Ви́кторов) (født 7. november 1929 i Tuapse i Sovjetunionen, død 8. september 1983 i Moskva i Sovjetunionen) var en sovjetisk filminstruktør og manuskriptforfatter.

## Filmografi
- Perekhodnyj vozrast (Переходный возраст, 1968)[1][2]
- Moskva - Kassiopeja (Москва — Кассиопея, 1974)
- Otroki vo Vselennoj (Отроки во Вселенной, 1975)
- Tjerez ternii k zvjozdam (Через тернии к звёздам, 1981)